# Bertha Kalich
Bertha Kalich, nata Bejlke Kalach, anche scritto Kalish, (Leopoli, 17 maggio 1874 – Queens, 18 aprile 1939), è stata un'attrice ucraina naturalizzata statunitense di origine ebraica.
Sebbene fosse ben consolidata come artista nell'Europa orientale, è ricordata come una delle numerose figure "straordinarie" che hanno dominato i palcoscenici di New York durante l'"età dell'oro" del Teatro yiddish americano durante la fine del XIX e all'inizio del XX secolo. Gli storici stimano che, durante la sua carriera, la Kalich abbia interpretato più di 125 ruoli diversi in sette lingue diverse.

## Biografia

### Primi anni
Bertha Kalich nacque Bejlke Kalach nell'allora Austria-Ungheria, figlia unica di Solomon Kalach, un povero produttore di pennelli e violinista dilettante. Sua madre era Babette Halber Kalach, una sarta che spesso realizzava costumi per i teatri locali. Babette era una fan attiva dell'opera e la sua devozione ispirò in sua figlia l'amore per il palcoscenico. Frequentavano spesso gli spettacoli insieme e quando la giovane Bertha divenne maggiorenne, i suoi genitori racimolarono i loro magri fondi per mandarla a scuole private di musica e teatro. All'età di tredici anni entrò nel coro del teatro polacco locale e in seguito frequentò il prestigioso Conservatorio di Leopoli.
Quando era ancora appena un'adolescente, la Kalich cantò nel coro de La traviata all'Opera Teatrale Polacca di Leopoli. Un collega attore, Max Gimpel, le offrì poi un lavoro presso il suo pionieristico gruppo teatrale in lingua yiddish, Yankev Ber Gimpel. Durante questo periodo della sua vita, la Kalich si era esibita in polacco, russo e tedesco, ma quando la protagonista di Gimpel partì per l'America, la Kalich divenne la sua prima donna, ottenendo il ruolo principale nell'operetta Sulamif' di Avrom Goldfaden.
Dopo una serie di spettacoli a Budapest, Goldfaden le offrì un posto fisso con la sua compagnia, e la Kalich partì nello stesso anno per la Romania. Riuscì ad imparare il rumeno in pochi mesi e in seguito fu in grado di apparire in ruoli importanti con il teatro di stato. Secondo lo storico Daniel Soyer, "ha avuto un tale successo che gli spettatori antisemiti, che erano venuti con l'intenzione di bersagliarla di cipolle, hanno invece lanciato fiori".
La Kalich sposò Leopold Spachner nel 1890 all'età di 16 anni. Ebbero due figli, Arthur (morto giovane) e una figlia Lilian.

### L'arrivo in America

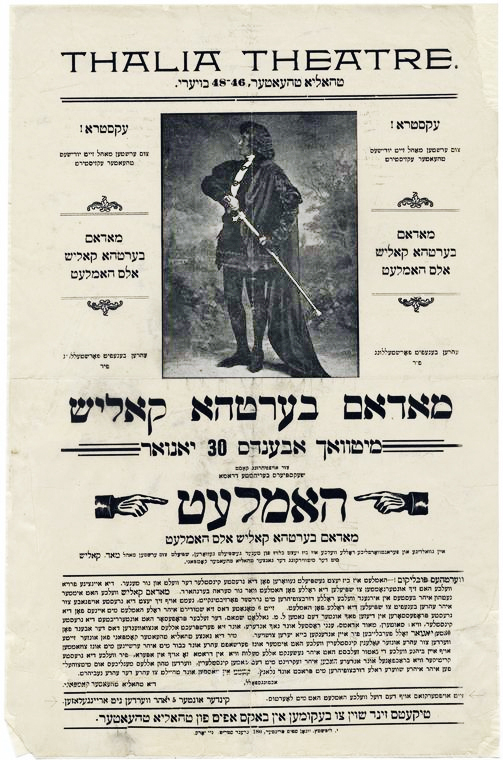
Un cartello per la produzione del Thalia Yiddish Theatre di Amleto con protagonista "Madam Bertha Kalish" nel ruolo del protagonista

Già a quell'età la Kalich aveva una carriera importante in almeno tre paesi e in quattro lingue. Tuttavia il suo successo suscitò gelosie e nel 1894 si vociferava che ci fosse un complotto per assassinarla nelle opere di alcuni dei suoi rivali. Joseph Rumshinsky, che aveva incontrato durante il suo tour di Sulamif', la presentò a Joseph Edelstein del People's Theatre che si offrì di sponsorizzarla a New York.
Il suo nuovo Teatro Thalia, appena fondato, era alla ricerca di nuovi talenti e lì la Kalich apparve in Di Vilde Kenigin (La regina selvaggia) e in una produzione yiddish di La Belle Hélène (La bella Elena). Riprese i ruoli precedenti di Sulamis, Giulietta e Desdemona in una serie di produzioni in lingua yiddish.
Nella sua nuova sede la Kalich decise di focalizzare il suo talento drammatico sulle sue capacità musicali, lavorando duramente come sostenitrice del movimento teatrale yiddish, sperando di aiutare i teatri a guadagnare credibilità oltre alla notorietà. L'antisemitismo in America aveva inizialmente portato il pubblico a credere che gli immigrati ebrei fossero incapaci di produrre qualcosa di più di un intrattenimento da menestrello, ma il Thalia si era fatta un nome con le sue rivoluzionarie traduzioni di Shakespeare in lingua yiddish e la Kalich interpretò una serie di ruoli in queste opere storiche, battendo anche i colleghi maschi per avere una possibilità di interpretare l'agognato ruolo di Amleto.
Secondo lo studioso del teatro jiddisch Joel Berkowitz, le opere teatrali di Shakespeare funsero "sia come fonti che come simboli" che aiutarono gli immigrati ebrei "ad attraversare il ponte dalla cultura jiddisch a quella americana". Molti ammiratori comparavano Kalich a un'altra attrice famosa di quell'epoca, Sarah Bernhardt, e in effetti molti giornali l'avrebbero chiamata "la Bernhardt ebrea" negli anni a venire.
Oltre al suo lavoro con Shakespeare la sua interpretazione in The East Side Ghetto di Leon Kobrin ottenne enormi elogi da parte della critica ed ha aumentò la base dei suoi fan al di fuori della comunità ebraica. Questa produzione, in combinazione con le sue esibizioni nelle commedie didattiche del drammaturgo Jacob Gordin, portò un'attenzione senza precedenti sul palcoscenico yiddish. Nel 1900 interpretò il ruolo di Freydenyu nella prima di Got, mentsh un tayvl di Gordin e questo spinse Gordin a scrivere il ruolo di Etty in La sonata a Kreutzer e il ruolo principale nel suo Safo appositamente per lei. Queste produzioni uscirono dai teatri yiddish, arrivando fino a Broadway ed affermando la Kalich come un nome familiare.

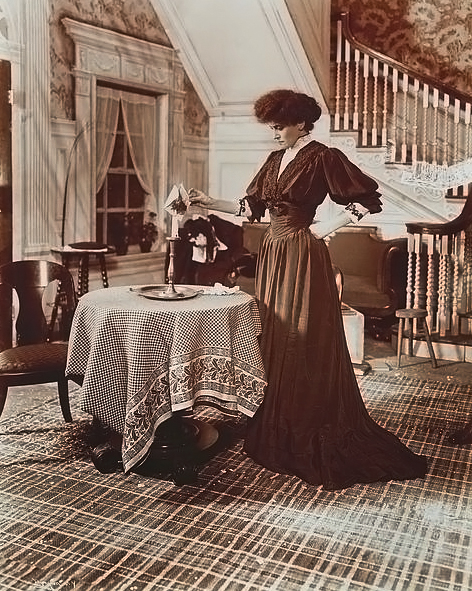
La Kalich nei panni di Miriam Friedlander in La sonata a Kreutzer, un'opera teatrale basata su una storia di Lev Tolstoj, adattata dalla commedia yiddish di Jacob Gordin da Langdon Mitchell, eseguita a Broadway nel 1906.

Insieme alla sua controparte maschile, Boris Pinhasovič Tomaševskij (1868-1939), la Kalich divenne una beniamina della stampa, ammirata allo stesso modo dai suoi fan e dai critici. Secondo lo storico del teatro Henry Bial, le minoranze in America non avevano ancora visto tali riconoscimenti:
[Loro] erano celebrati dalla stampa yiddish e idolatrati dal pubblico ebraico. Erano i reali dell'ebraismo americano, incarnando la storia di successo degli immigrati e godendo di una celebrità raggiunta da pochi artisti ebrei prima o dopo. Grazie allo status elevato delle sue star, lo stesso teatro yiddish arrivò a svolgere un ruolo centrale nella narrativa dell'immigrazione ebraica negli Stati Uniti.
I suoi ruoli tendevano ad essere "donne di mondo", come le protagoniste che interpretava in Zaza di Pierre Berton e Charles Simon, Fédora (1905) di Victorien Sardou, Sappho and Phaon, e Magda in Heimat di Hermann Sudermann. Sotto la guida di Harrison Gray Fiske, si guadagnò una fama tale da recitare in commedie come Monna Vanna di Maeterlinck.
Imparò l'inglese facilmente, ma il suo accento ci mise molto tempo a svanire. Lavorò con Minnie Maddern Fiske per mesi per correggere il suo modo di parlare, ma non ebbe mai un successo completo. Recitò in una serie di commedie della Fiske, sia opere originali che adattamenti di ruoli che aveva creato in yiddish.

### Verso il declino
Nel 1910, tuttavia, "ebbe difficoltà a trovare ruoli adatti nel teatro americano leggero per il suo stile sempre più emotivo e tragico". Anche se avrebbe continuato a lavorare con grandi successi con produttori come Lee Shubert e Arthur Hopkins, la sua carriera a Broadway aveva già iniziato ad appassire.
Nel 1914 lasciò New York per Hollywood, dove apparve in alcuni film importanti, tra cui una ripresa del suo ruolo di successo a Broadway in Marta of the Lowlands. Il successo fu di breve durata, tuttavia, e dal 1915 la Kalich tornò spesso a ruoli yiddish per integrare le sue entrate. Il suo successo tradizionale nel mondo teatrale americano accrebbe lì il suo prestigio ed iniziò ad ottenere le migliori prestazioni al Second Avenue Theatre insieme a star come David Kessler.

## Ultimi anni
Alla fine degli anni '20, la sua vista stava venendo meno e gradualmente divenne cieca. Sebbene si sia ufficialmente ritirata nel 1931, continuò ad apparire sul palco di tanto in tanto, specialmente nelle serate organizzate in suo onore che servivano a elevare la sua eredità nella comunità teatrale yiddish. Più tardi nella sua vita, registrò scene delle commedie storiche di Goldfaden per "The Forward Hour" sulla stazione radio WEVD, ma le sue cattive condizioni di salute significavano che aveva bisogno di provare lunghe ed estenuanti ore anche per brevi parti. La sua ultima apparizione pubblica avvenne il 23 febbraio 1939, a un evento di beneficenza per lei al Jolson Theatre, dove recitò la scena finale della poesia Heine's Death di Louis Untermeyer.

## Morte
Bertha Kalich morì il 18 aprile 1939, all'età di 64 anni, per cause sconosciute. Le sue spoglie furono sepolte al Cimitero ebraico di Mount Hebron a Flushing, Queens (New York).
Millecinquecento persone parteciparono al suo funerale, considerata una partecipazione deludente, considerando il suo status nella comunità ebraica. Era arrivata ad essere vista come "una reliquia del passato teatrale, con un modo troppo romantico e grandioso anche per il palcoscenico yiddish", osserva Soyer. "Ma, tuttavia, nel pieno della sua carriera all'inizio del ventesimo secolo, la Kalich svolse un ruolo importante negli sforzi per migliorare gli standard artistici del teatro yiddish, il cui status contribuì anche a sollevarne con i suoi successi la diffusione presso il pubblico di lingua inglese".

## Lavori

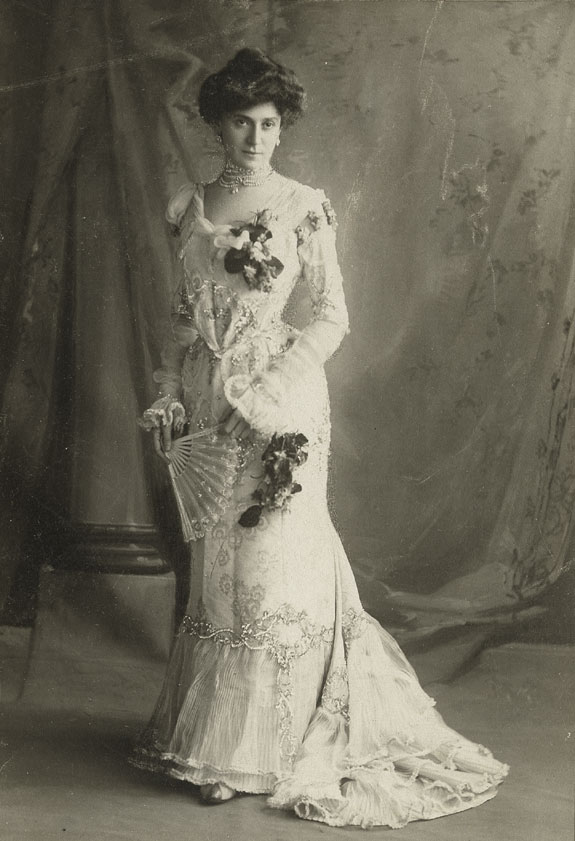
Kalich, 1900 circa

### Teatro
- Fedora [Revival] di Victorien Sardou. Prod. George Fawcett. American Theatre, New York. 22 maggio 1905 - maggio 1905.
- Monna Vanna di Maurice Maeterlinck, Traduzione in inglese di John Severance. Prod. Harrison Grey Fiske. Manhattan Theatre, New York. 23 ottobre 1905 - dicembre 1905. [Giovanna]
- Sonata a Kreutzer [Revival] adattato dall'opera teatrale jiddisch di Jacob Gordin da Langdon Mitchell, basata su un romanzo di Leone Tolstoj. Dir. Harrison Grey Fiske. Lyric Theatre, New York. 10 settembre 1906 - settembre 1906. [Miriam Friedlander]
- Sappho and Phaon di Percy MacKaye, musica di A. A. Stanley. Des. Frank E. Gates, E. A. Morange, e Percy Anderson. Prod. Harrison Grey Fiske. Lyric Theatre, New York. 21 ottobre 1907 - ottobre 1907.
- Marta of the Lowlands di Àngel Guimerà. Des. Frank E. Gates and E. A. Morange. Prod. Harrison Grey Fiske. Garden Theatre, New York. 24 marzo 1908 - aprile 1908.
- The Witc' di Hans Wiers-Jenssen, book adapted di Hermann Hagedorn. Prod. Lee Shubert and J.J. Shubert. New Theatre, New York. 14 febbraio 1910
- Rachel di Carina Jordan. Prod. F. C. Whitney. Knickerbocker Theatre, New York. 1 dicembre 1913 - dicembre 1913.
- The Riddle: Woman di Charlotte E. Wells e Dorothy Donnelly. Prod. George Mooser. Harris Theatre, New York. 23 ottobre 1918 - marzo 1919
- Jitta's Atonement di George Bernard Shaw, adapted from the play di Siegfried Trebitsch. Dir. Lester Lonergan. Prod. Lee Shubert. Comedy Theatre, New York. 17 gennaio 1923 - febbraio 1923. [Jitta Lenkheim]
- Sonata a Kreutzer [Revival] adattato dall'opera teatrale jiddisch di Jacob Gordin da Langdon Mitchell, basata su un romanzo di Leone Tolstoj. Prod. Lee Shubert. Frazee Theatre, New York. 14 maggio 1924 - giugno 1924. [Miriam Friedlander]
- Magda [Revival] di Hermann Sudermann, Trans. Charles Edward Amory Winslow. Dir. Edgar J. MacGregor. 49th Street Theatre, New York. 26 gennaio 1926 - febbraio 1926. [Magda]

### Cinema
- The Bomb Boy di Bertram Millhauser. Dir. George Fitzmaurice. Manhattan Film Company, 1914.
- Marta of the Lowlands, basato sull'opera teatrale di Àngel Guimerà. Dir. J. Searle Dawley. USA, 1914. [Marta]
- Calunniata, di Will S. Davis. Dir. Will S. Davis. com Eugene Ormonde e Mayme Kelso. Fox Film Corp, 1916. [Helene Ayers]
- Ambition di Mary Murillo. Dir. James Vincent. Fox Film Corp, 1916. [Marian Powers]
- Love and Hate di Mary Murillo, basato su una storia James R. Garey. Dir. James Vincent. Fox Film Corp, 1916. [Helen Sterling]